# Maschinengewehr 34
La Maschinengewehr 34 ou MG 34 est une mitrailleuse allemande de la société Mauser utilisée pendant la Seconde Guerre mondiale.

## Histoire
La MG 34 a été conçue au début des années 1930, par Heinrich Vollmer de la Mauser Werke, elle est basée sur la Solothurn 1930 ou MG 30. Elle fut créée par une équipe dirigée par Louis Stange chez Rheinmetall. Elle apportait une amélioration de l'alimentation par bande métallique, déplacée sur la gauche de l'arme, un manchon perforé de refroidissement et une cadence de tir accrue entre 800 et 900 coups par minute. Elle fonctionne par court recul du canon et le verrouillage se réalise grâce à une tête de culasse pivotante, pourvue de galets tenons qui s'engagent dans une extension du canon.
Elle entra en service dans la Wehrmacht pour remplacer les anciennes MG 13 conçue 10 ans auparavant. Sa polyvalence était révolutionnaire, permettant de l'employer sur son bipied, ou montée sur le trépied MG-34 Laffette de 23,6 kg, ou encore sur un autre trépied plus léger de 6,5 kg, pour le tir antiaérien. Le bipied possédait de plus deux positions, une sous la bouche du canon qui était la plus stable et une autre au niveau du centre de gravité de l'arme qui permettait un meilleur champ de tir.
La mitrailleuse possédait un sélecteur de tir, lui permettant le tir au coup par coup, lorsqu'on appuyait sur la base de la détente. Le canon se changeait en faisant pivoter le corps d'un quart de tour par rapport au manchon du canon, on retirait alors ce dernier par l'arrière, une manique en amiante était fournie avec l'arme pour cette opération. Pour l'utilisation en assaut sur bipied, des chargeurs simple de 50 et double de 75 coups, sinon l'alimentation se faisait par bandes de 50 ou 250 coups. L'utilisation du chargeur double de 75 coups nécessitait l'utilisation d'un capot d'alimentation spécial. De façon générale, c'était une arme très bien finie, avec usinages de très faibles tolérances. Le Lafette 34 permettait le pointage en tir indirect et était fourni avec une lunette de visée MG.Z 34.
Par contre, l'arme souffrait de deux défauts majeurs : elle avait tendance à s'enrayer lors d'une utilisation dans un environnement poussiéreux et, surtout, elle était extrêmement coûteuse à produire, nécessitant 59 kilogrammes de métal et 150 heures de main-d'œuvre. Elle servit jusqu'à l'apparition en masse de la MG 42, moins onéreuse et moins sensible à l'encrassement. La MG34 fut néanmoins utilisée pendant toute la durée de la guerre, dans sa version à canon lourd montée sur les blindés, MG 34T ; en effet, la section carrée du manchon de la MG 42 se révèlera impropre au montage sur des rotules.

## Variantes
- MG 34 version majeure.

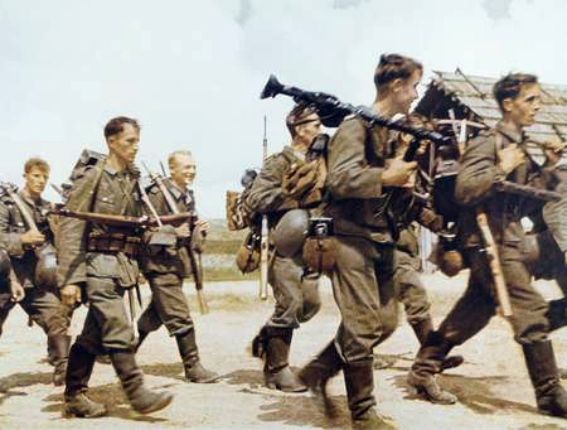
Soldats allemands progressant durant l'été en Russie. L'un d'eux porte une mitrailleuse MG34. L'année n'étant pas identifiée, il peut s'agir de l'opération Barbarossa en 1941 ou du Fall Blau de l'été 1942.

- MG 34T version pour les blindés, canon alourdi, sans évents.
- Les dérivés
  - MG 34S version améliorée, non produite, 1939.
  - MG 34/41 cadence de tir augmentée à 1 200 coups par minute, 300 ou 1 500 exemplaires produits.
  - MG 81 version aérienne, sens d'alimentation inversable.

## Fabricants et numéros de séries

### Berliner Suhler Waffen Gustloff (WaA4)
- BSW 1935 marquage connu et no  de série jamais relevé
- BSW 1936 no  de série entre 2324 et 5622
- BSW 1937 no  de série entre 6294 et 4842 a
- BSW 1938 no  de série entre 5526 a et 1351 c[1]
- BSW 1939 no  de série entre 5409 c et 2865 d
- G 1939 no  de série entre 3156 d et 3206 d (dont 3206 d Kriegsmarine MG N687)
- 936 1939 no  de série entre 3480 d et 1821 e
- 936 1940 no  de série entre 6807 e et 9869 f
- dfb 1940 no  de série entre 1333 g et 8933 g
- dfb 1941 no  de série entre 145 h et 6394 h
- dfb 41 no  de série entre 7744 h et 364 j
- dfb 42 no  de série entre 5191 j et 6998 l (dont panzer 1283 k)
- dfb 43 no  de série environ 7400 l et 199 m (dont panzer 199m)

### Rheinmetal MAGET Berlin (WaA11)
- Logo A logo commercial
- Logo B chainette circulaire

- Logo A 1937 n° série entre 788 a et 1845 a[1]
- Logo A 1938 n° série entre 2441 a et 4818 a
- Logo A 1939 n° série entre 5071 a et 5997 a
- Logo B 1939 n° série entre 6521 a et 9136 a
- 5A 1939 n° série entre 9337 a et 356 b
- 5A 1940 no  de série entre 1129 b et 4408 b
- cra 1940 no  de série entre 4875 b et 757 c
- cra 1941 no  de série entre 837 c et 8158 d
- cra 1942 no  de série entre 8939 d et 8670 e (dont en panzer 3863 e)
- cra 1943 no  de série entre 9038 e et 7590 f (dont en panzer 2542 f, 3387 f, 3885 f, 5808 f, 7439 f, 7590 f)

### Mauser Werk Borsigwalde (WaA26)
- S/243 1938 no  de série entre 842 et 4837
- S/243 1939 no  de série entre 6659 et 9917 a
- S/243 1940 no  de série entre 603 b et 8102 c[1]
- ar 41 no  de série entre 1624 d et 9648 e
- ar 42 no  de série entre 991 f et 4594 f

### Steyr-Daimler-Puch, Wien, (Autriche) (WaA623)
- bnz 40 no  de série jusqu'à 38
- bnz 41 no  de série entre 458 et 7225

### Waffenwerke Brünn,Brno, (Tchéquie) (WaA63)
- 945 1940 no  de série jusqu'à 3
- dot 1940 no  de série entre 169 et 327[1]
- dot 1941 no  de série entre 439 et 6457 a
- dot 1942 no  de série entre 1061 et 0988 c
- dot 1943 no  de série entre 1935 et 9417 c (dont en panzer : 7512 a ; 219 b ; 1875 b ; 6536 b ; 9231 b)
- dot 1944 no  de série entre 270 et 274 f (dont en panzer 270 ; 6068 ; 4561 a ; 155 b ; 1122 b ; 8488 b ; 2954 c ; 8744 c ; 945 d ; 6674 e)
- dot 1945 no  de série entre 43 et 2532 b (dont en panzer 9598)
- dot 1945 israélienne no  de série entre 2570b et 9849b sauf (8449 b et 5151 b)

- (attention au contrat portugais : dot 1943 : 1392b ; 1748 b ; 2119b ;2121b (no 278) ; 2261b (no 142) ; 4331 b (no 19) ; 4668b (no 362) ; 4965b ; 5135b ; 5156b (no 325) ; 5196b (no 59) ; 5278b (no 42#) ; 7393b ; 7554b (no 458) ; 7703b ; 7710b (no 496) ; 7795b (no 581) ; 7803b (no 404) ; 7919b (no 4##) ; 7963b) et dot 44: 643 ; 686 (no 851) ; 740 (no 6#0) ; 1384 (no 821))
- fabrication tchèque OT : 2837 c (suivante des dot 1945)

## Diffusion
- Algérie
- Reich allemand
- Angola
- Arabie saoudite
- Bulgarie
- République de Chine
- Chine
- Corée du Nord
- Corée du Sud
- Égypte
- État indépendant de Croatie
- Nationalistes espagnols (sur Panzer I durant la Guerre d'Espagne et par la Division Azul sur le Front de l'Est).
- France : Guerre d'Indochine
- Finlande
- Guinée-Bissau
- Royaume de Hongrie
- Israël
- République sociale italienne
- Liban
- Norvège
- Portugal
- Turquie
- Union soviétique
- République démocratique du Viêt Nam: Việt Minh
- Gouvernement révolutionnaire provisoire de la République du Sud Viêt Nam: Front national de libération du Sud Viêt Nam
- Yougoslavie

## Galerie
| |
| Soldat de la légion indienne des volontaires de la Waffen-SS dans un tobrouk, armé d'une MG 34 en appui sur son bipied, à la façon d'un fusil-mitrailleur. |

| |
| Soldat de la Wehrmacht à la bataille de Rjev, avec une MG 34 montée sur un affût trépied repliable appelé « Lafette » qui permet de l'employer comme une mitrailleuse de position. |